# Club Nacional
Club Nacional är en proffsfotbollsklubb i Paraguays huvudstad Asunción. Klubben grundades den 5 juni 1904.

## Historia
Club Nacional grundades av en grupp studenter från Colegio Nacional de la Capital, en av de äldsta skolorna i Asunción. Klubbens vita färger kom genom att skoluniformen var vit. Färgerna i emblemet togs från Paraguays flagga.
Club Nacional har fått smeknamnet La academia (akademin), för sin förmåga att plocka fram unga talanger. Arsenio Erico, som anses som en av de bästa spelarna någonsin i Paraguay, startade sin karriär i klubben.

## Meriter
- Primera División (9): 1909, 1911, 1924, 1926, 1942, 1946, 2009 Clausura, 2011 Apertura, 2013 Apertura
- División Intermedia (3): 1979, 1989, 2003